# Chong Hyon-jong
Chong Hyon-jong  (Hangul: 정현종) es un escritor y periodista coreano.

## Biografía
Chong Hyon-jong nació el 17 de diciembre de 1939 en Seúl. Fue a la Escuela de bachillerato Taegwang y se graduó en Filosofía en la Universidad Yonsei en 1965. Trabajó como periodista para el Seoul Sinmun y el JoongAng Ilbo y fue profesor de Escritura Creativa en el Instituto de Artes de Seúl. Se retiró enseñando en la Universidad Yonsei.

## Obra
Su poesía actualiza la poesía lírica tradicional. Sus primeros poemas no fueron del tipo nihilista, propio de la poesía lírica tradicional del periodo de posguerra, y en su lugar exploró las posibilidades de trascender el dolor de la realidad en el interior de la tensa relación entre los sueños de uno mismo y el mundo externo. Incluso cuando su poesía hablaba de la lucha entre ideas contrarias o elementos como el dolor o la celebración, el agua y el fuego, lo pesado y lo liviano, y la tristeza y la felicidad, exploró la tensión dinámica de una mentalidad que busca transformar el dolor en felicidad y la realidad en sueño. Continuó la exploración poética en su segundo y tercer libro de poemas, Soy el señor estrella (Naneun byeolajeossi) y Como una pelota que rebota cuando cae (Tteoreojyeodo twineun gongcheoreom).
Su cuarta recopilación, No queda mucho tiempo para amar (Saranghal sigani manchi anta), fue un punto de inflexión en la carrera del poeta, como análisis del éxtasis y la aceptación de la vida, y las maravillas de la naturaleza. Los poemas demuestran una nueva inclinación por un mundo de reconciliación en vez de conflicto. Este cambio en el interés poético es más evidente en su quinto libro de poemas Una flor (Han kkotsongi). Un pie (ja), un poema que clama que la civilización y la artificialidad están suprimiendo a la humanidad y que la naturaleza es el único medio para la salvación, es una manifestación directa del cambio del foco temático del poeta.

## Obras en español
- Murmullos de gloria (광휘의 속삭임, Madrid: Verbum, 2012.
- Poesía coreana actual (현대한국시선), Madrid: Ediciones Rialp, 1983.

## Obras en coreano (lista parcial)
- Sueños de objetos (Samurui kkum, 1972)
- Soy el señor estrella (Naneun byeolajeossi)
- Como una pelota que rebota cuando cae (Tteoreojyeodo twineun gongcheoreom)
- No queda mucho tiempo para amar (Saranghal sigani manchi anta)

## Premios
- Premio Literario Yeonam (1990)